# Global Soccer
A Global Soccert Dévényi Zoltán vezetésével a Focivilág tagjai alapították 2006-ban. A Focivilág 1993 és 2006 között Magyarország egyetlen futballhetilapja volt, 14 évfolyam alatt 552 száma jelent meg.
A szerkesztőség tagjai számos kiadónál publikáltak, ezt több mint 20 nagysikerű könyv (pl. Topligák-sorozat, Pelé, Maradona, Puskás, Ronaldinho, Arsenal, Manchester United, Real Madrid, FC Barcelona, Futballévkönyv-sorozat) is bizonyítja.
A Global Soccer az írott sajtó mellett az online médiában is aktív szereplőnek bizonyult, hiszen 2001 és 2013 között a nemzetközi labdarúgás témakörében a legnagyobb tartalomszolgáltatója volt az Origónak, Magyarország piacvezető internetes oldalának. A Focivilág és a Global Soccer munkatársai az évek során több mint 10 000 anyagot publikáltak a portálon.
2009-ben a Global Soccer ötlete alapján került fejlesztésre a labdarúgó Dzsudzsák Balázs hivatalos honlapja. A 2012-ig működő, a magyar mellett angol nyelven is olvasható dzsudzsak.hu honlap, a hozzá kapcsolódó Facebook-oldal az első professzionális tartalomszolgáltatás volt magyar labdarúgó pályafutásáról.
A Global Soccer további szakmai partnerei közé tartozott több könyvkiadó (ADOC Semic, Aréna 2000), tv- és sportcsatorna (MTVA, RTL Klub, SportKlub), a Bajnokok Ligája-főszponzor Heineken, valamint élvonalbeli futballklub.
Az evopro Innovation fejlesztésében készült Global Soccer nevű, angol és magyar nyelvű labdarúgással foglalkozó applikáció 2012 márciusában jelent meg WP, Windows rendszerben. A Microsoft partnerségének köszönhetően utóbbi platformon Magyarországon és a világon is az elsők között jelent meg az alkalmazás. A mobilalkalmazás, amely 2018-ig működött 2013 végétől Android és iOS rendszerben is elérhető volt.
A Global Soccer munkatársai írták és szerkesztették 2014 és 2015 között a Futballsztárok című magazint.
2019 óta az egyik leglátogatottabb magyar YouTube-futballcsatorna, a Tiki-Taka Tv állandó munkatársai, több mint 500 videótartalom szerzői.